# Wilfrid Kaptoum
Wilfrid Kaptoum, né le 7 juillet 1996 à Douala au Cameroun est un footballeur camerounais qui joue au poste de milieu central à l'AEK Larnaca.

## Biographie

### Carrière en club

#### FC Barcelone
Wilfrid Kaptoum, né à Douala au Cameroun, est formé par le FC Barcelone, qu'il rejoint en 2008 à l'âge de 12 ans. Il fait sa première apparition avec l'équipe première le 28 octobre 2015, lors d'une rencontre de Copa del Rey face au CF Villanovense où il est titularisé au milieu de terrain, mais les deux équipes se séparent sur un match nul (0-0). Kaptoum participe à son premier match de Ligue des champions le 9 décembre 2015, en match de groupe face au Bayer Leverkusen. Il est titulaire ce jour-là et les deux équipes font match nul (1-1). Le 10 février 2016, Kaptoum inscrit son premier but pour le FC Barcelone, lors d'un match de Copa del Rey contre le Valence CF (1-1). Ces trois matchs sont les seuls qu'il dispute avec le FC Barcelone, il joue le reste du temps avec l'équipe réserve du club.

#### Bétis Séville
Le 30 janvier 2018 Wilfrid Kaptoum s'engage librement avec le Betis Séville. Il est dans un premier temps intégré à l'équipe B du club. Le 3 février 2019 il joue son premier match avec l'équipe première, lors de la victoire en championnat du Bétis face à l'Atletico de Madrid (1-0).
Le 10 janvier 2020, Kaptoum prolonge son contrat avec le Betis jusqu'en 2022 et se fait prêté à l'UD Almería pour le reste de la saison.

#### Revolution de la Nouvelle-Angleterre
En décembre 2020 est annoncé le transfert de Wilfrid Kaptoum au Revolution de la Nouvelle-Angleterre. À l'issue de la saison 2022, l'option présente dans son contrat n'est pas levée et il quitte le club.

#### UD Las Palmas
Wilfrid Kaptoum retourne en Espagne en janvier 2023 lorsqu'il s'engage à l'UD Las Palmas, formation de deuxième division, jusqu'à la fin de la saison 2022-2023.

### AEK Larnaca
Libre de tout contrat, Wilfrid Kaptoum s'engage librement avec le club chypriote de l'AEK Larnaca le 6 juillet 2023.

### Carrière en équipe nationale
Avec les moins de 20 ans, il joue huit matchs, inscrivant deux buts.
Le 16 novembre 2018, il figure pour la première fois sur le banc des remplaçants de l'équipe A du Cameroun, sans entrer en jeu, lors d'un match contre le Maroc, rentrant dans le cadre des éliminatoires de la Coupe d'Afrique des nations 2019 (défaite 2-0).
Par la suite, en 2019, il est retenu par le sélectionneur Clarence Seedorf afin de participer à la phase finale de la Coupe d'Afrique des nations organisée en Égypte, alors qu'il n'a pourtant jamais fait ses débuts avec la sélection. Le Cameroun s'incline en huitièmes de finale face au Nigeria, avec Kaptoum qui reste sur le banc.